# Битка код Адиса
Битка код Адиса одиграла се 255. п. н. е. током Првога пунскога рата између Картагине и Римске републике. Римска војска под заповедништвом Марка Атилија Регула нанела је тежак пораз Картагињанима, па су они тражили мировне преговоре. Регулови мировни услови били су преоштри, Картагињани их нису прихватили и рат се наставио.

## Увод
Након великога пораза картагињанске флоте у бици код Екнома 256. п. н. е. Римљани су одлучили да изврше инвазију Картагине. Дотада су Римљани имали копнену надмоћ, а Картагињани поморску. Експедицију на Картагину водили су конзули Марко Атилије Регул и Луције Манлије Вулсон Лонг. Римска војска искрцала се крај Хермеја. Одатле су кренули према Аспису (Клупеја), који се налазио на око 65 километара југоисточно од Картагине. Након освајања Асписа ту су оставили гарнизон и тако су добили базу за даљње напредовање према Картагини. Римљани су се неометано кретали према Картагини пустошећи област кроз коју су пролазили. Заробили су 20.000 робова и много стоке. Из Рима је стигло наређење да један од конзула остане са војском, а да се други са заробљеницима и посадом врати у Рим. Марко Атилије Регул је остао са 15.000 пешака и 500 коњаника, а Луције Манлије Вулсон је отпловио до Рима.

## Припреме за битку
Картагињани су схватили да се Римљани припремају за дуготрајан рат око Картагине, па су због тога изабрали тројицу команданата. Изабрали су Хасдрупала (Ханоновог сина), Бостара и Хамилкара (Дрепан), којеме су наредили да се врати из Сицилије. Хамилкар је са Сицилије довукао 5.000 пешака и 500 коњаника. Картагињани су након саветовања одлучили да зауставе римско пустошење територија Картагине. Док су се Картагињани припремали Марко Атилије Регул је наставио да напада и пљачка картагињанска неутврђена насеља. Утврђена насеља би опседали. Када је дошао до значајнога места Адиса ту су направили логор и започели опсаду.

## Битка
Картагињани су одлучили да концентришу своје снаге на једном брду недалеко од непријатеља. Направили су грешку јер је за њихове слонове и коњицу много повољнији раван терен. Марко Атилије Регул је одлучио да искористи грешку непријатеља, па није чекао да се Картагињани спусте са брда, јер би тада дошла до изражаја картагињанска коњица и слонови. Он је под заштитом ноћи развио бројчано надмоћну римску пешадију око брда и у зору је напао картагињански логор са две стране. Картагињани су у почетку добро држали своје линије, па су у једном тренутку картагињански најамници одбацили једну римску легију. Ипак напредујући предалеко били су опкољени и потиснутии, па се након тога цела картагињанска војска дала у бег. Коњица и слонови су успели да побегну не упуштајући се у битку. Римљани су једно време гањали пораженога непријатеља, а након тога су опљачкали непријатељски логор. Након победе наставили су са напредовањем према Картагини.

## Последице
Картагињани су одлучили да концентришу своје снаге на једном брду недалеко од непријатеља. Направили су грешку јер је за њихове слонове и коњицу много повољнији раван терен. Марко Атилије Регул је одлучио да искористи грешку непријатеља, па није чекао да се Картагињани спусте са брда, јер би тада дошла до изражаја картагињанска коњица и слонови. Он је под заштитом ноћи развио бројчано надмоћну римску пешадију око брда и у зору је напао картагињански логор са две стране. Картагињани су у почетку добро држали своје линије, па су у једном тренутку картагињански најамници одбацили једну римску легију. Ипак напредујући предалеко били су опкољени и потиснутии, па се након тога цела картагињанска војска дала у бег. Коњица и слонови су успели да побегну не упуштајући се у битку. Римљани су једно време гањали пораженога непријатеља, а након тога су опљачкали непријатељски логор. Након победе наставили су са напредовањем према Картагини.